# Lara Klopčič
Lara Klopčič (* 3. August 2001) ist eine slowenische Fußballspielerin.

## Karriere

### Vereine
Klopčič begann in der Jugend des ŽNK Radomlje mit dem Fußballspielen und kam vom 13. September 2015 (1. Spieltag) bis zum 3. April 2016 (5. Spieltag) an drei Spieltagen in jeweils zwei Punktspielen à 30 Minuten in insgesamt sechs Punktspielen (7 Tore) für die Mannschaft der Altersklasse U15, und vom 5. September 2015 (3. Spieltag) bis zum 4. Juni 2016 (22. Spieltag) in 13 Punktspielen (1 Tor) für die Mannschaft der Altersklasse U17 in ihrer Premierensaison zum Einsatz. Von 2016 bis 2018 bestritt sie ausschließlich für die U17-Mannschaft 23 Punktspiele, in den sie sieben Tore erzielte.
In die erste Mannschaft wurde sie zunächst sporadisch eingebunden. Sie bestritt vom 26. August 2017 (1. Spieltag) bis zum 20. Mai 2018 (20. Spieltag) ihre ersten elf Punktspiele in der höchsten Spielklasse. In der Folgesaison bestritt sie 15 Punktspiele, in denen sie auch ihre ersten drei Tore erzielte.
Zur Saison 2019/20 vom ŽNK Olimpija Ljubljana unter Vertrag genommen, bestritt sie bis zum Saisonende 2021/22 46 Punktspiele und erzielte neun Tore. Anschließend gehörte sie eine Saison lang der in Murska Sobota ansässigen Frauenfußballabteilung des ŽNK Mura an, für den sie fünf Tore in 15 Punktspielen erzielte. Nach Ljubljana zurückgekehrt, spielt sie seit der Saison 2023/24 ein zweites Mal für den ŽNK Olimpija Ljubljana.

### Nationalmannschaft
Klopčič debütierte als Nationalspielerin für den NZS in der U17-Nationalmannschaft, die am 27. März 2017 das erste Spiel der zweiten Qualifikationsrunde im Hinblick auf die Teilnahme an der vom 2. bis 14. Mai 2017 in Tschechien ausgetragenen und altersbezogenen Europameisterschaft gegen die U17-Nationalmannschaft der Niederlande mit 0:3 verlor; sie wurde in der 50. Minute für Zala Vindišar eingewechselt. Nachdem sie auch in den folgenden zwei Gruppenspielen berücksichtigt worden war (1:0 vs. Österreich, 2:1 vs. Schweiz) und das Freundschaftsspiel gegen die US-amerikanische U17-Nationalmannschaft am 25. April 2017 mit dem 1:1-Unentschieden beendet hatte, kam sie auch in jeweils drei Qualifikationsspielen der ersten und Eliterunde im Hinblick auf die Teilnahme an der vom 4. bis zum 20. Mai 2018 in England ausgetragenen und altersbezogenen Europameisterschaft zum Zuge.
Für die U19-Nationalmannschaft kam sie in der Saison 2018/19 in sechs und in der Saison 2019/20 in drei EM-Qualifikationsspielen zum Einsatz.
In der A-Nationalmannschaft debütierte sie am 21. Januar 2019 beim 4:0-Sieg im Freundschaftsspiel gegen die Nationalmannschaft Montenegros mit Einwechslung für Anja Prša ab der 66. Minute.
Sie nahm mit der Mannschaft am Turnier um den Istrien-Cup 2019 teil und wurde in den beiden Spielen der Gruppe A eingesetzt, wie auch am 4. März im Finale von Zagreb, dass mit 2:0 gegen die Nationalmannschaft Serbiens gewonnen wurde. Anschließend wurde sie im sechsten, siebten, neunten und zehnten Spiel der EM-Qualifikationsgruppe A berücksichtigt. Nach einem weiteren Freundschaftsländerspiel (1:0 vs. Kroatien am 19. Februar 2022 in Poreč), kam sie das erste Mal in einem WM-Qualifikationsspiel zum Einsatz; dass vorletzte Spiel der Gruppe I am 2. September 2022 in Kranj wurde mit 2:0 gegen die Nationalmannschaft Kasachstans gewonnen. Am 12. November 2022, am 14. Juli 2023 und am 30. November 2024 wurde sie in jeweils einem Freundschaftsspiel eingesetzt (3:1 vs. Kosovo, 0:3 vs. Serbien, 1:1 vs. Kroatien). Ihr (bislang) einziges A-Länderspieltor erzielte sie am 23. Februar 2021 in Tallinn beim 9:0-Sieg über die Nationalmannschaft Estlands mit dem Treffer zum 6:0 in der 70. Minute im letzten Spiel der EM-Qualifikationsgruppe A.

## Erfolge
Nationalmannschaft
- Istrien-Cup-Sieger 2019

ŽNK Olimpija Ljubljana
- Slowenischer Meister 2024
- Slowenischer Pokal-Sieger 2024

ŽNK Mura
- Slowenischer Meister 2023
- Slowenischer Pokal-Sieger 2023